# Кастелчивита
Кастелчивита је насеље у Италији у округу Салерно, региону Кампанија.
Према процени из 2011. у насељу је живело 1007 становника. Насеље се налази на надморској висини од 395 м.

## Становништво
| 1951. | 1961. | 1971. | 1981. | 1991. | 2001. | 2011. |
| ----- | ----- | ----- | ----- | ----- | ----- | ----- |
| 3.021 | 3.104 | 2.902 | 2.574 | 2.426 | 2.152 | 1.834 |